# Felsritzungen im Ilkley Moor

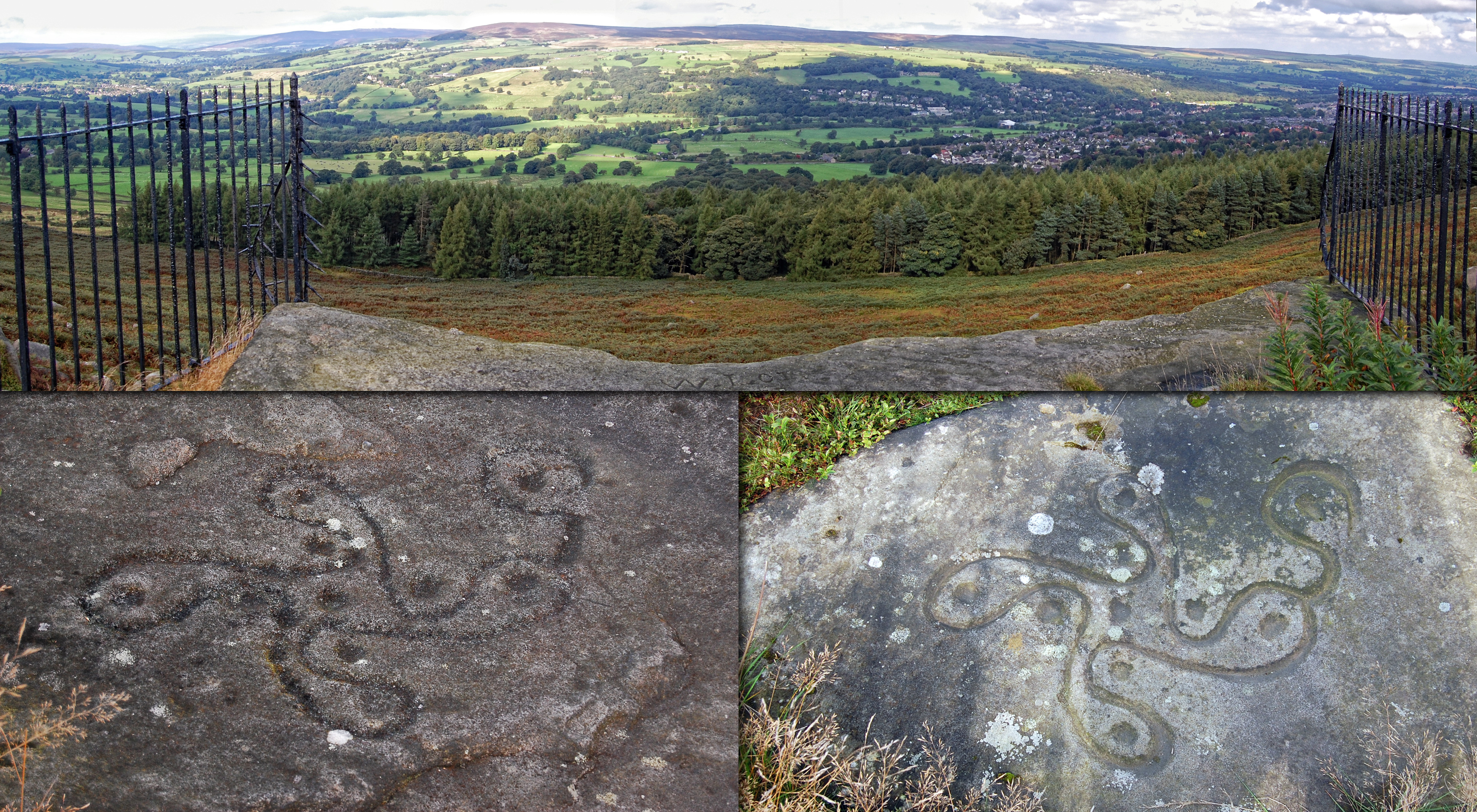
Swastikastein mit Details

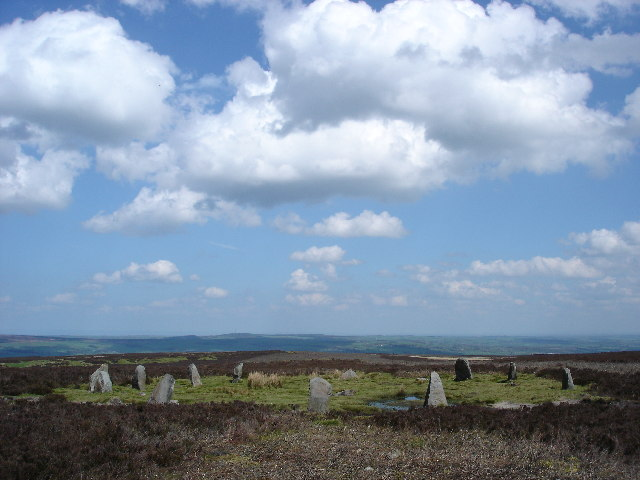
Steinkreis „Twelve Apostles“

Die Felsritzungen im Ilkley Moor in West Yorkshire sind eine auf diese Region beschränkte Variante der Cup-and-Ring-Markierungen, die für Schottland (Achnabreck, Glasvaar) typisch sind und dort auch häufiger vorkommen. Das nördlich von Bradford gelegene Moor in dem auch vier Steinkreise liegen (beispielsweise die Twelve Apostles) liegt im (bis 400 m) höchsten Teil des Rombalds Moores.
Die Felsritzungen im Ilkley Moor bestehen nur selten aus multiplen konzentrischen Kreisen, die um ein Schälchen (englisch cup) angeordnet sind. Eine Gruppe in der sich bis zu 2,5 m² große Ritzungen befinden liegt an der Kante des Hangingstone-Steinbruchs. 
Hier werden hingegen gelegentlich mehrere Schälchen von geschwungenen Linien eingerahmt, darunter auch eine Swastika. Neun Schälchen werden von einer hakenkreuzförmig gebogenen Rille umgeben. Diese Ritzung ist auf dem Heidemoor einzigartig. Während die Ritzungen mit Cup und Ring für bronzezeitlich angesehen werden, soll diese Kunstform aus dem 4. Jahrhundert v. Chr. stammen und keltisch sein.